# Maerzfeld
Maerzfeld ist eine deutsche Band, die 2004 gegründet wurde und musikalisch der Neuen deutschen Härte zuzuordnen ist. Als Parallelprojekt besteht seit 2005 die Rammstein-Tribute-Band Stahlzeit.

## Geschichte
Nach der Gründung im Jahr 2004 entschied man sich 2005 bei Bandproben, aufgrund der Ähnlichkeit Reißenwebers Stimme zu der von Rammstein-Frontmann Till Lindemann, unter dem Namen Stahlzeit als Rammstein-Tributeband aufzutreten, statt eigene Musik zu verfassen. Die Besetzung der beiden Bands ist bis auf die Position des Schlagzeugers identisch.
2015 trat Keyboarder Thilo Weber aus Maerzfeld aus, blieb jedoch bis zu seinem Tod am 30. September 2017 weiterhin bei Stahlzeit aktiv.
2009 entschlossen sich die Mitglieder, ihre ursprüngliche Band Maerzfeld parallel zu Stahlzeit zu führen. Anfang des Jahres 2011 wurde in Eigenproduktion ihre erste Maxi-Single Exil mit drei Liedern veröffentlicht. Es folgten erste Auftritte auf der Night of the Jumps in Berlin und Hamburg und am 17. November das ebenfalls eigenproduzierte Debütalbum mit dem Namen Tief.
Anfang 2012 wurde die Band bei Südpolrecords unter Vertrag genommen; eine Neuveröffentlichung ihres Debütalbums mit überarbeitetem Artwork und eine Süddeutschland-Tournee folgten. Im September kam die Single Die Hübschlerin, zu der auch ein Musikvideo produziert wurde, in Form eines Downloads auf den Markt. 2012 und 2013 trat die Band unter anderem bei Stahlmann, Eisbrecher und In Extremo als Vorband auf.
Nach einem Besetzungswechsel, bei dem Gitarrist Roland Hagen, Bassist Samir Elflein und Schlagzeuger Thomas Buchberger-Voigt die Band verließen (Buchberger-Voigt verließ nur Maerzfeld) und durch Mike Sitzmann, Bora Öksüz und Michael Frischbier ersetzt wurden, begannen die Aufnahmen zum Album Fremdkörper, das im Januar 2014 veröffentlicht wurde. Zum Titelstück des Albums, Fremdkörper, erschien ein Musikvideo.
Im Rahmen der „Schock“-Tour von Eisbrecher im Jahr 2015, bei der Maerzfeld als Support auftrat, wurde die Single Es bricht veröffentlicht.
Die Veröffentlichung des für Herbst 2015 geplanten Albums Nackt wurde „aufgrund interner Umstrukturierung“ im Juni 2015 um einen unbestimmten Zeitraum verschoben. Im November wurde bekanntgegeben, dass Keyboarder Thilo Weber das Projekt Maerzfeld kurz nach der Tour mit Eisbrecher verlassen hatte. Im Winter folgte eine Tour, die zunächst die Albumveröffentlichung begleiten sollte, aber nach der Verschiebung zu einer regulären Tour wurde, auf der einige neue Lieder präsentiert wurden.
Im Frühjahr 2017 begannen die Aufnahmen zum dritten Album, das statt des geplanten Titels Nackt den Titel Ungleich trug und im Rahmen der „Himmelskörper“-Tour der Band Heldmaschine, bei der Maerzfeld als Vorgruppe auftrat, veröffentlicht wurde. Am 24. September veröffentlichte Maerzfeld ein Musikvideo zum Song Meine Lügen kannst du glauben. Offizieller Veröffentlichungstermin von Ungleich war der 13. Oktober. Der Veröffentlichung folgte im März 2018 eine Deutschland-Tour mit Heldmaschine, Sündenrausch und Hemesath, die im Mai im Vorprogramm von Hämatom weitergeführt wurde. Im April kündigte die Band an, dass Bassist Bora Öksüz das Projekt Maerzfeld aus privaten Gründen verließe. Als Ersatz fand sich Korbinian Stocker.
Am 4. März 2019 kündigten Maerzfeld ihr viertes Album Zorn an, das am 4. Oktober selbigen Jahres veröffentlicht wurde. Der Veröffentlichung gingen zwei Singleauskopplungen, Schwarzer Schnee und Zorn, voraus.
Am 17. April 2020 veröffentlichte die Band eine neu eingespielte Version des Liedes Virus (Der Gast) von ihrem Debütalbum in Anbetracht der COVID-19-Pandemie.
Am 30. August 2020 verkündete die Band über Facebook, dass Matthias Sitzmann die Band aus familiären Gründen verlassen wird. Seinen Posten soll fortan Jochen Windisch übernehmen.

## Namensherkunft
Der Bandname leitet sich vom Märzfeld ab, das unter den Merowingern als Heeresversammlungsort diente. Auch soll der Name ein Feld symbolisieren, welches jedes Jahr im März bearbeitet und gepflegt werden muss; die Band sieht dieses als Metapher für das Leben an, in welchem man nur durch Bemühungen und Arbeit seine Ziele erreichen könne. Die Mehrdeutigkeit des Namens in Bezug auf das Märzfeld unter den Nationalsozialisten wurde bewusst gewählt, um gegen die meist sofortige Assoziation der deutschen Geschichte mit dem dritten Reich zu protestieren.

## Stil

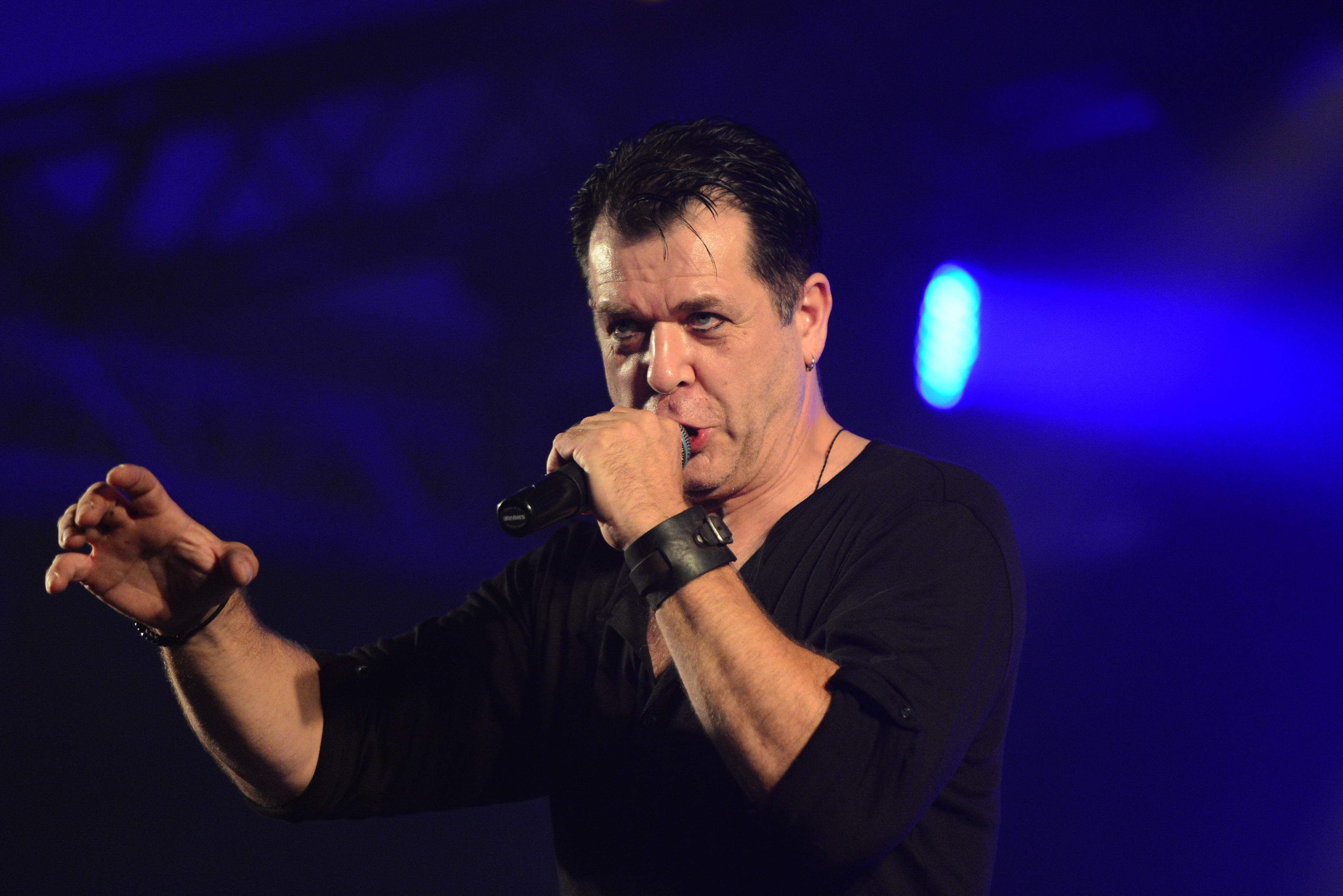
Sänger Helfried Reißenweber beim Auftritt auf dem Amphi Festival 2014

Auf dem Debütalbum Tief orientierte sich die Band musikalisch noch stark an Rammstein; auf ihrem zweiten Album Fremdkörper sind die Rammstein-Einflüsse noch vorhanden, jedoch weniger prominent. Auf dem dritten Album Ungleich entfernt sich die Band noch stärker von den typischen Elementen der Neuen deutschen Härte und setzt vermehrt auf Elemente aus dem Electro-Industrial. Die Texte, die alle von Sänger Helfried verfasst werden, sind oft von persönlichen Erlebnissen, dem Weltgeschehen und von Geschichten inspiriert, die ihm bei seiner Tätigkeit als Barkeeper von Gästen erzählt werden und beinhalten häufig Kritik an der Gesellschaft.

## Diskografie

### Alben
- 2011: Tief (Red Point Music / Südpolrecords)
- 2014: Fremdkörper (Südpolrecords)
- 2017: Ungleich (Südpolrecords)
- 2019: Zorn (Südpolrecords)
- 2023: Alles Anders (Metalville)

### EPs
- 2020: Anblaggd EP (Acoustic)

### Singles
- 2011: Exil
- 2012: Die Hübschlerin
- 2013: Fremdkörper
- 2015: Es bricht
- 2017: Meine Lügen kannst du glauben
- 2019: Schwarzer Schnee
- 2019: Zorn
- 2019: Die Sünde lebt
- 2020: Virus MMXX
- 2020: Reich (Acoustic)
- 2022: 100 auf 0
- 2022: Lange nicht
- 2023: Wach auf
- 2023: Plötzlich tut es weh

### Gastbeiträge
- 2011: Nemesea feat. Maerzfeld – Allein (Album: The Quiet Resistance)

### Musikvideos
- 2012: Hübschlerin
- 2013: Fremdkörper
- 2017: Meine Lügen kannst du glauben
- 2019: Schwarzer Schnee
- 2019: Zorn
- 2020: Virus MMXX
- 2022: 100 auf 0
- 2022: Lange nicht
- 2023: Wach auf
- 2023: Plötzlich tut es weh